# 静岡鉄道21形電車
静岡鉄道21形電車（しずおかてつどうにじゅういちがたでんしゃ）は、1973年（昭和48年）まで静岡鉄道の静岡清水線で運用されていた車両である。

## 概要
1957年（昭和32年）から1961年（昭和36年）にかけて自社の長沼工場で5編成10両が製造された。

### 車両概要
クモハ21形とクハ21形で組成された2両編成で、両形式を合わせてクモハ21形ということもある。なお、製造当時はクモハ21形はモハ21形という名称だったが、1963年（昭和38年）の称号の改正でクモハに変更されている。塗装は、新製時は紺とクリームの2色だったが、後にピンクとクリームの2色に変更されている。
車体は14m級で、前面は製造当時の流行だった2枚窓の湘南顔を採用した。側面は2ドア、窓はバス窓である。
当形式は当時の静岡鉄道の手持ちの電装品などに新製した車体を乗せたもので、走行機器や台車は既存車から流用した物である。

### 増備による変化

#### 第一・第二編成（クモハ21・22）
この2編成は、次の第三編成の節で記述する通風孔が新製時より取り付けられておらず、後に通風孔を取り付ける改造が行われている。

#### 第三・第四編成（クモハ23・24）
第三編成は1960年（昭和35年）製造。当編成から車幅が少し大きくなり、さらに当形式は窓が大きく運転席に日差しが届くのに正面に通風の設備が無く運転室がとても暑かった為通風孔が新しく取り付けられ、さらに新製時から乗務員室扉が付けられている。

#### 第五編成（クモハ25）
1961年（昭和36年）に製造された、当形式の最終車両。落成時はヘッドライトの下に行先表示器を設置しており、その影響で正面窓の上下の幅が狭くなっていたが、その後取り外されている。

## 運用
静岡清水線の全線で運行され、急行運転にも使用されたが、1973年（昭和48年）に後継の1000形に置き換えられて引退した。